# Nomeação de Bispos Católicos
A Nomeação de Bispos na Igreja Católica é um processo complexo. O bispo que pede a resignação, os bispos das dioceses vizinhas, sacerdotes, fiéis, o Núncio Apostólico, vários membros da Cúria Romana e o Papa, cada um contribui de forma indirecta ou directa na escolha. Os processos não são todos iguais e dependem por exemplo, se o bispo é de uma Igreja de Rito Latino ou de uma Igreja Oriental, da localização geográfica da diocese, do cargo que vai desempenhar e se já recebeu previamente a ordem do episcopado.

## História
Inicialmente, os bispos eram escolhidos pelo clero e autoridades civis, com o consentimento dos bispos vizinhos. Por altura do Primeiro Concílio de Niceia em 325, o bispo metropolita tinha já mais poder na escolha. O Concílio decretou que o consentimento do bispo metropolita seria um requisito necessário.
Posteriormente, as autoridades civis começaram a exigir algum poder na escolha. Na idade média, era até usual serem os governantes a escolher directamente o bispo. Com a Questão das investiduras houve uma mudança até certo ponto, mas muitos reis e outras autoridades continuaram a exercer o seu direito da nomeação ou pelo menos de veto até à segunda metade do século XIX. O Código de Direito Canónico de 1917 limita a decisão ao Papa, pelo menos para as igrejas de Rito Latino. Houve no entanto excepções que foram diminuindo gradualmente, até ao Concílio Vaticano Segundo (1962-1965), que eliminou qualquer processo de escolha que não passasse pelo Papa.

## Bispos diocesanos de Rito Latino
O Cân. 401 §1 do Código de Direito Canónico remete para a obrigação dos bispos apresentarem a sua renúncia ao Papa quando atinjam os 75 anos de idade. Alguns fazem-no algum tempo antes, para que a resignação tenha efeito ao atingir esta idade. Os bispos podem também pedir a renúncia por motivos de saúde ou por outro motivo grave.

«Cân. 401
§ 1. Roga-se ao Bispo diocesano, que tiver completado setenta e cinco anos de idade, que apresente a renúncia do ofício ao Sumo Pontífice, o qual providenciará depois de examinadas todas as circunstâncias.
§ 2. Roga-se instantemente ao Bispo diocesano que, em virtude da sua precária saúde ou outra causa grave, se tenha tornado menos apto para o desempenho do seu ofício, que apresente a renúncia.» 
A Carta de resignação é enviada ao Núncio Apostólico ou ao Delegado Apostólico, o representante da Santa Sé do seu País ou região. É então reenviada para um dos dicastérios responsáveis por esta questão: Congregação para a Evangelização dos Povos para os casos em que se encontra num País de missão, Congregação para as Igrejas Orientais até nos casos de alguns bispos de rito latino em alguns países do Médio Oriente e Grécia; Secretaria de Estado do Vaticano nos casos em que o governo do país tem o direito de objecção; mas na maioria dos casos, a carta é enviada para a Congregação para os Bispos. A Congregação ou Secretaria, por sua vez, apresenta a renúncia ao Papa que pode decidir pela recusa da renúncia até à aceitação com efeitos imediatos. No caso do bispo diocesano que tenha atingido o limite de idade, a decisão mais comum é a de aceitar a renúncia mas com efeito na data da publicação da nomeação do sucessor - decisão conhecida como nunc pro tunc (agora até). No caso de um bispo auxiliar, a renúncia é normalmente aceite e tem efeito a partir da data de publicação.
Se a resignação de um bispo da diocese é aceite com efeitos imediatos, a sé episcopal torna-se vaga com a publicação da decisão do Papa. Esta situação pode também ocorrer quando um bispo é transferido para outra diocese ou posto ou no caso de falecimento do bispo. Na situação do nunc pro tunc, a sé não se torna vaga mas o processo da escolha do sucessor inicia-se imediatamente, sem atrasos.
Um elemento importante na selecção de um bispo é a lista de presbíteros, tanto do clero diocesano como religioso, elaborada pelos bispos da província eclesiástica ou de toda a conferência episcopal, tidos como genericamente aptos (sem referência a nenhuma sé) para a ordem do episcopado. Esta lista é feita de trés em três anos para que esteja sempre actualizada.
Quando é necessário nomear para uma diocese em particular, o representante do Papa (Núncio Apostólico ou Delegado Apostólico) pede ao bispo que resigna (ou deixa a diocese), ou no caso de sede vacante, ao vigário geral ou Administrador Apostólico que faça um relatório sobre a situação e necessidades da diocese. O representante da Santa Sé é também obrigado a consultar o Arcebispo Metropolita e outros bispos da Província Eclesiástica, o presidente da Conferência Episcopal e pelo menos, alguns membros do colégio de consultores e do cabido da catedral. Também pode consultar outros indivíduos, tanto do clero diocesano como do clero religioso e ainda leigos.
O Direito Canónico insiste que as pessoas envolvidas na consulta devem fornecer informações e formar uma opinião sob sigilo, o que requer uma consulta individual e secreta.
O Núncio Apostólico elabora uma lista normalmente com três candidatos - a terna - para uma nova investigação e recolhe informações precisas sobre cada um deles, recorrendo novamente a consultores, não necessariamente os mesmos como anteriormente, mantendo sempre o sigilo. Esta lista é enviada para a Santa Sé juntamente com todo a informação recolhida.
As qualidades para a ordem episcopal constam no Cân. 378 §1:

«Cân. 378
§ 1. Para que alguém seja considerado idóneo para o Episcopado,requer-se que:
1.° tenha fé firme, bons costumes, piedade, zelo das almas, sabedoria, prudência e seja eminente em virtudes humanas e dotado das demais qualidades, que o tornem apto a desempenhar o ofício;
2.° goze de boa reputação;
3.° tenha, ao menos, trinta e cinco anos de idade;
4.° tenha sido ordenado presbítero pelo menos há cinco anos;
5.° tenha adquirido o grau de doutor ou ao menos a licenciatura em sagrada Escritura, teologia ou direito canónico, num instituto de estudos superiores aprovado pela Sé Apostólica, ou ao menos seja verdadeiramente perito nestas disciplinas.»
A Congregação responsável pelo processo (de entre as indicadas acima) examina a documentação providenciada pelo núncio, tendo em conta a sua opinião, ainda que esta não seja determinante. É possível que todos os candidatos da lista sejam excluídos, reiniciando novamente todo o trabalho de investigação de possíveis candidatos, ou então que seja pedido uma investigação mais exaustiva relativamente a um ou mais nomes da lista. Quando a congregação decidir sobre um processo, apresenta as suas conclusões ao Papa. No caso de um nome ser aprovado, a informação é comunicada directamente ao núncio, de modo a obter o consentimento por parte do presbítero escolhido e escolher a data da publicação no Boletim da Santa Sé. O recém-eleito bispo, no caso de ser um presbítero está obrigado a receber a ordem episcopal dentro de 3 meses após a recepção da bula papal relativa à sua nomeação, o que acontece no mínimo 1 mês após a publicação. Se a consagração decorrer dentro da diocese, o novo bispo toma posse de imediato, caso contrário, é necessário um acto separado para a tomada de posse da nova função. Em certos casos ser também assinalada a entrada solene, que normalmente acontece quando um bispo é transferido para outra diocese.
No geral, terminar um processo de selecção de um bispo demora algum tempo, normalmente 9 meses, podendo demorar até 2 anos.
O processo descrito acima é o usual para a nomeação de um bispo diocesano. No caso de um bispo auxiliar, o bispo diocesano elabora uma lista com 3 presbíteros a ser avaliada tendo em vista a nomeação, mas o núncio mantém o dever de recolher informações e opiniões sobre os candidatos, e a Congregação pode seleccionar um nome ou pedir uma nova lista.
Em alguns países, o cabido da catedral ou outro conselho diocesano decidem sobre a lista a enviar à Santa Sé, através do núncio, que tem a tarefa de recolher as informações. Se nenhum candidato for escolhido, é pedida nova lista ao cabido. No entanto é possível que a Santa Sé rejeite a lista e nomeie alguém não proposto pelo cabido. Em outros casos, é o cabido que escolhe o novo bispo de entre os 3 nomes da lista apresentada pela Santa Sé.
No passado, o privilégio da nomeação de bispos era dado aos reis e autoridades civis. O Código de Direito Canónico determina que no futuro, nenhum direito e privilégio da eleição, nomeação, apresentação ou designação de bispos será concedido às autoridades civis. No entanto numa dúzia de países, o governo civil mantém o direito de consulta e apresentação de propostas.

## Igrejas Católicas Orientais
Existem 22 Igrejas Orientais, que englobam 20 milhões de fiéis que estão em comunhão com a Santa Sé, mas a sua liturgia e prática cristã são diferentes. Uma igreja oriental patriarcal por si só elege os seus bispos, mas as outras igrejas dependem da nomeação papal. Antes da eleição de um bispo, o sínodo patriarcal considera os nomes propostos pelos seus membros e elabora uma lista com candidatos válidos para o episcopado, que é comunicada ao Papa. Por sua vez, os nomes que forem rejeitados são eliminados da lista. Se o sínodo chegar a um consenso, nada mais é necessário se o nome constar na lista. Caso contrário, a aceitação do Papa é necessária antes de se perguntar ao recém-eleito bispo pelo seu consentimento. Da mesma forma acontece para uma igreja liderada por um Arcebispo Maior. No boletim oficial e nos meios de comunicação, estas nomeações são publicadas como sendo decisões das Igrejas Orientais a que se referem, e não do Papa. O procedimento da nomeação de bispos para outras Igrejas Orientais e de bispos de patriarcados e de igrejas arquiepiscopais maiores que desempenham as suas funções fora do território da igreja em questão são semelhantes ao procedimento de escolha de um bispo de rito latino, e a nomeação é publicada como sendo um acto do Papa.